# Artàban II de Pàrtia
Artàban II (en part: 𐭍𐭐𐭕𐭓 'Ardawān'; en grec antic: Ἀρτάβανος Artàbanos; en llatí: Artăbănus) va ser rei de Pàrtia de l'any 127 aC al 124 aC. Formava part de la dinastia dels Arsàcides.
A la mort del rei Fraates II l'any 127 aC en la lluita contra la devastadora invasió dels saces, Artàban II, el seu oncle, que era germà de Mitridates I, el va succeir.
L'any 124 aC el rei va organitzar una expedició contra els tocaris i va morir en els combats. El va succeir el seu fill Mitridates II.